# Programvarupatent
Mjukvarupatent (även programvarupatent och IT-patent) är patent som omfattar datorprogram, algoritmer, affärsmetoder och liknande.[källa behövs]
Foundation of a Free Information Infrastructure (FFII) föreslår att programvarupatent bör definieras som "patent på något som utförs av en dator med hjälp av ett datorprogram".
Programvarupatent i betydelsen IT-implementerade affärsmetoder är tillåtet i bland annat USA, men formellt inte tillåtet i Europa, men andra former av programvarupatent beviljas regelmässigt av europeiska patentverket EPO med stöd av traditionell patentlagstifning. Ett omdebatterat direktivförslag i EU föreslog [när?] att programvarupatent även i betydelsen affärsmetoder skulle tillåtas, men förkastades av EU-parlamentet.[källa behövs]

## Direktivet om datorrelaterade uppfinningar
Direktivet om datorrelaterade uppfinningar, även kallad mjukvarupatentsdirektivet i lite lättare språk har en stor betydelse för vad som ska få patenträtt eller inte för sina verk. Europaparlamentet avslog detta där sin mening att inom EU:s beslutande organ verkar för att databehandling inte uppfattas som tillhörande ett teknikområde i patenträttslig mening och att innovationer på databehandlingsområdet inte uppfattas som uppfinningar i patenträttslig mening. 

## Kritik
En vanlig invändning mot mjukvarupatentsdirektivet är att det avser triviala uppfinningar: en uppfinning som många människor med enkelhet kan utveckla oberoende av varandra bör inte kunna patenteras, eftersom detta kan hindra utvecklingen. Olika länder har olika sätt att hantera frågan.

## Jurisdiktioner

### Sydkorea
I Sydkorea, anses programvara sökbart för patent och det har utfärdats många patent riktade emot "datorprogram".
År 2006, äventyrades Microsofts försäljning av deras "Office" program till följd av eventuellt patentintrång.

### Tyskland
I april 2013, antog det tyska parlamentet en enad motion "mot den växande trenden av patentverk som godkänner patent på programvara."

### Sverige
Av de svenska politiska partierna så är Sveriges socialdemokratiska arbetareparti och Moderata samlingspartiet för tillåtna mjukvarupatent medan övriga partier röstade mot mjukvarupatent i Europaparlamentet. I Sverige har Piratpartiet, Vänsterpartiet, Centerpartiet och Miljöpartiet de Gröna röstat mot den ändring av den europeiska patentkonventionen som föreslagits för att tillåta mjukvarupatent.

### Sydafrika
I Sydafrika, är ett program för en dator ett undantag för ett godkännande som en patentbar uppfinning.

## Tidigt exempel på ett mjukvarupatent
Den 21 maj 1962,kom en brittisk patentansökan med titeln "En dator Arrangeras för en automatisk lösning av linjärprogrammering lämnades in. Uppfinningen gällde effektiv minneshantering för Simplexmetoden, och skulle kunna genomföras med enbart programvara. Patentet beviljades den 17 augusti 1966 och verkar vara en av de första mjukvarupatenten.